# Tianjin Tianhai FC
Tianjin Tianhai FC was een Chinese voetbalclub uit Tianjin.
De club werd in 2006 opgericht als Hohhot Binhai FC uit Hohhot. In 2008 werd de naam Tianjin Songjiang FC en Songjiang de thuisplaats. In 2010 promoveerde de club naar de Jia League. In 2015 werd de club overgenomen en naar Tianjin verhuisd en werd en de naam Tianjin Quanjian aan nam. In 2016 werd de club kampioen in de Jia League waardoor het in 2017 in de Super League uitkomt. Nadat de geldschieter eind 2018 in opspraak raakte, werd de naam begin 2019 gewijzigd in Tianjin Tianhai en onder de hoede genomen door de lokale voetbal bond, er werd naarstig gezocht naar een nieuwe geldschieter / eigenaar maar dit had weinig succes. In maart 2020 werd de club gratis aangeboden wat op dat moment nog een waarde vertegenwoordigde van 92 miljoen euro maar had inmiddels wel met een schuld van 134 miljoen euro. Op dinsdag 12 mei 2020 is de club opgehouden te bestaan.

## Bekende oud-spelers
- Axel Witsel
- Taavi Rähn
- Aleksandar Rodić
- Alexandre Pato
- Luís Fabiano
- Geuvânio
- Jádson
- Zhang Xiaorui
- Huang Yong
- Yang Jun
- Zhang Shuo
- Sun Ke
- Zhao Xuri
- Zhang Lu
- Ng Wai Chiu
- Jean-Jacques Kilama
- Anthony Modeste
- Leonardo

## Trainers
- Han Jinming (2007)
- Zhang Xiaorui (2008–09)
- Hao Haidong (a.i.) (2010)
- Patrick De Wilde (2010–11)
- Hao Haitao (2012)
- Pei Encai (2013)
- Zhang Xiaorui (a.i.) (2013)
- Gianni Bortoletto (15 mar 2014 – 14 jun 2014)
- Manuel Cajuda (23 jun 2014–6 nov 2014)
- Dražen Besek (15 dec 2014–6 mei 2015)
- Sun Jianjun (a.i.) (6 mei 2015–12 mei 2015)
- Goran Tomić (12  mei 2015–1 nov 2015)
- Vanderlei Luxemburgo (1 nov 2015–5 jun 2016)
- Fabio Cannavaro (9 jun 2016–6 november 2017)
- Paulo Sousa (6 november 2017-2018)
- Shen Xiangfu (2018 a.i.)
- Park Choong-kyun (2018)
- Choi Kang-hee (2018–2019)
- Shen Xiangfu (2018)
- Park Choong-kyun (2019)
- Li Weifeng (2019)
- Liu Xueyu (2019-2020)